# Lissonota jaei
Lissonota jaei är en stekelart som beskrevs av Henry Keith Townes, Jr. 1978. Lissonota jaei ingår i släktet Lissonota och familjen brokparasitsteklar.

## Underarter
Arten delas in i följande underarter:
- L. j. pediaca
- L. j. ardens